# Finn Harald Simonsen
Finn Harald Simonsen (født 9. maj 1932, død 11. september 2021) var en dansk ejendomsinvestor, mangemillionær og udlandsdansker.
Han er søn af Ib Harald Simonsen (24.03.1905-1956) og barnebarn af byggematadoren Harald Simonsen. Hans faster var Erna Hamilton. Farfaderens formue var grundlaget for Finn Harald Simonsens forretning, og han ejer gennem sine ejendomsselskaber godt 300 lejligheder i ejendomme, som blev opført i København i mellemkrigstiden af Harald Simonsen. Han arvede formuen efter sin fars tidlige død i 1956, men den var båndlagt til hans 30 års fødselsdag (1962). Han blev realist fra Stenhus Kostskole.
I mellemtiden havde Simonsen bevist sit værd som forretningsmand efter kortvarigt at have været i lære i Vordingborg Trælasthandel. Han opnåede uden problemer et lån på 60 mio. kr. fra banker og finansierede sine første boligprojekter i 1958-59. Byggerierne blev en succes, da der var stor boligmangel i efterkrigstiden, og han tjente sine første millioner. Så kastede Simonsen sig over erhvervsbyggeri: "Jeg allierede mig med min daværende svoger Peter Levring, og vi startede vores ejendomsselskab Simonsen og Levring i 1958. Han er revisor og havde forstand på det med afskrivninger. Dengang var der ret lukrative afskrivningsmuligheder på industribyggeri. Der var så meget gang i erhvervslivet, at alt kunne lejes ud. Havde et byggeri en masse fejl, så kunne jeg lægge udgifterne til ekstrareparationerne oven i prisen og alligevel komme af med det." Han var gift med Lilly Byrdahl i et par år.
I 1960'erne drog Simonsen i eksil i Schweiz, fordi det politiske klima i Danmark hæmmede hans virksomhed med huslejeregulering, høje skatter og høje udgifter ved omdannelse til ejerlejligheder. Han kunne også se, at hvis han skulle kunne benytte sig af afskrivningsmulighederne, skulle han hele tiden søsætte nye erhvervsbyggeprojekter og ansætte flere ingeniører, hvilket ikke var tjenligt. Hvis tiderne skiftede, ville disse bygninger stå tomme og blive en tung udgiftspost.
Han blev gift den 15. juni 1967 med Charlotte Bergsøe. Finn Harald Simonsen blev 11 år i Lausanne og øgede sin formue. Han flyttede til England, fordi hans hustru var træt af Schweiz. I England nød han godt af opgangstiderne i 1980'erne og tjente penge på omdannelse af ejendomme i London.
I 2002 modtog han Bygherreprisen fra Boligfonden Kuben for byggeriet Charlottehaven opkaldt efter hustruen. Det ligger på Østerbro, den bydel i København han føler sig mest knyttet til.
Simonsens formue blev anslået til lige under en milliard kr., men han er kendt for ikke at skeje ud. Han var sprinterløber i Københavns IF og i 1954 med til at vinde DM på 4 x 100 meter.[kilde mangler]